# Carratraca
Carratraca er en by og kommune i det sydlige Spanien i provinsen Málaga. Den har et indbyggertal på 786 (2024) indbyggere.